# The Voice of the Child
The Voice of the Child er en amerikansk stumfilm fra 1911 af D. W. Griffith.

## Medvirkende
- Edwin August
- Blanche Sweet
- Ynez Seabury
- Joseph Graybill
- Kate Bruce